# Телепорт (фильм)
«Телепо́рт» (англ. Jumper) — американский научно-фантастический фильм 2008 года, снятый режиссёром Дагом Лайманом по одноимённому роману 1992 года Стивена Чарльза Гулда. В главных ролях: Хейден Кристенсен, Джейми Белл, Сэмюэл Л. Джексон и Рэйчел Билсон.
Премьера в США состоялась 14 февраля 2008 года, тогда же картина вышла и на российские экраны.
Хотя фильм местами сильно расходится с книгой и не стыкуется с её сиквелами, в 2007 году, за год до премьеры, Гулд выпустил книгу-спин-офф, относящуюся именно к фильму, и раскрывающую биографию Гриффина O’Коннора (в книге этот персонаж отсутствует).

## Сюжет
Подросток из неблагополучного района Дэвид Райс однажды узнаёт, что может телепортироваться с места на место. Новые способности открывают перед ним весь мир. Однажды он обнаруживает, что на него, как и на других подобных ему, объявлена охота. На протяжении тысячи лет тайное общество стремится уничтожить их.

## В ролях
- Хейден Кристенсен — Дэвид Райс
- Джейми Белл — Гриффин O’Коннор
- Сэмюэл Л. Джексон — Роланд Кокс
- Рэйчел Билсон — Милли Харрис
- Дайан Лэйн — Мэри Райс
- Тедди Данн — Марк Коболд
- Майкл Рукер — Уильям Райс
- Макс Тириот — молодой Дэвид
- Аннасофия Робб — молодая Милли
- Кристен Стюарт — Софи

## Создание

### Кинопробы
Главная роль в картине изначально предназначалась 20-летнему британскому актёру Томасу Старриджу. Лишь в августе 2006 года, когда работа над «Телепортом» уже шла полным ходом, руководство киностудии, опасаясь за судьбу проекта, настояло на его замене на более известного исполнителя. В результате за две недели до начала съёмок был приглашён Хейден Кристенсен, а в качестве другого возможного варианта на эту роль всерьёз рассматривался Эминем, но режиссёр Даг Лайман после первой же встречи отдал предпочтение Кристенсену и настоял на его кандидатуре. Роль Милли могла достаться Эван Рэйчел Вуд, которая отклонила поступившее ей предложение. В апреле 2006 года было объявлено, что Милли сыграет 20-летняя австралийская актриса Тереза Палмер, но в октябре того же года, через месяц после начала съёмок, её заменила 25-летняя Рэйчел Билсон.

### Съёмки
После долгих переговоров продюсеры картины добились разрешения в течение трёх дней (13-15 декабря 2006 года) проводить съёмки в римском Колизее, что до этого удавалось очень немногим. Съёмочной группе были поставлены крайне жёсткие условия: ничего из оборудования и декораций не должно касаться земли, категорически запрещалось использование искусственного освещения и на работу отводилось только четыре часа.
Работа над картиной сопровождалась рядом несчастных случаев, один из которых завершился летальным исходом. 25 января 2007 года на съёмочной площадке в Торонто погиб один из декораторов Дэвид Ричи, на которого обрушилась сверху глыба из замёрзшего песка и грунта, когда он и ещё трое рабочих демонтировали наружные декорации в непростых погодных условиях.
Режиссёр Даг Лайман настоял на том, что большинство трюков должны быть исполнены самим Хейденом Кристенсеном без привлечения специально подготовленных каскадёров. Актёр получил сильный порез руки, а одна из схваток с Сэмюэлем Л. Джексоном завершилась для него серьёзной травмой уха.
Начальные сцены фильма и ряд последующих происходят в небольшом городе Энн-Арбор, штат Мичиган. Съёмки проходили в феврале 2007 года в школе Huron High School и её окрестностях, а 60 местных подростков были приглашены в качестве статистов. Позднее, после того как возникла необходимость доснять дополнительный материал, съёмочная группа вернулась в Анн-Арбор на один день в сентябре 2007 года.

## Критика
Фильм получил в целом негативные отзывы кинокритиков. На сайте Rotten Tomatoes фильм имеет рейтинг 15 %, на основе 166 рецензий критиков, со средним баллом 4 из 10. На сайте Metacritic фильм имеет оценку 35 из 100 на основе 36 рецензий критиков, что соответствует статусу «в целом неблагоприятные отзывы».